# Campionat d'Europa de Natació de 2008
El XXIX Campionat d'Europa de Natació es va celebrar a Eindhoven (Països Baixos) entre el 13 i el 24 de març de 2008 sota l'organització de la Lliga Europea de Natació (LEN) i la Reial Federació Neerlandesa de Natació.
Es van realitzar competicions de natació, natació sincronitzada i salts. Les competicions es van efectuar al Centre Aquàtic Nacional Tongelreep de la ciutat holandesa.

## Resultats
Els resultats de la competició foren els següents:

### Masculí
| Event                   | Or                                                                                    | Or         | Plata                                                                                   | Plata    | Bronze                                                                                         | Bronze   |
| 50 m lliure             | Alain Bernard · França                                                                | 21,66      | Duje Draganja · Croàcia                                                                 | 22,00    | Stefan Nystrand · Suècia                                                                       | 22,16    |
| 100 m lliure            | Alain Bernard · França                                                                | 47,50 (RM) | Stefan Nystrand · Suècia                                                                | 48,40    | Filippo Maginini · Itàlia                                                                      | 48,53    |
| 200 m lliure            | Paul Biedermann · Alemanya                                                            | 1:46,59    | Amaury Leveaux · França                                                                 | 1:46,99  | Massimiliano Rosolino · Itàlia                                                                 | 1:47,33  |
| 400 m lliure            | Yuri Prilukov · Rússia                                                                | 3:45,10    | Massimiliano Rosolino · Itàlia                                                          | 3:45,19  | Nikita Lobintsev · Rússia                                                                      | 3:46,75  |
| 800 m lliure            | Gergő Kis · Hongria                                                                   | 7:51,94    | Samuel Pizzetti · Itàlia                                                                | 7:54,09  | Dragoş Coman · Romania                                                                         | 7:54,37  |
| 1500 m lliure           | Yuri Prilukov · Rússia                                                                | 14:50,40   | David Davies · Regne Unit                                                               | 14:54,28 | Mateusz Sawrymowicz · Polònia                                                                  | 14:58,78 |
| 50 m esquena            | Aristeidis Grigoriadis · Grècia                                                       | 25,13      | Flori Lang · Suïssa                                                                     | 25,18    | Ľuboš Križko · Eslovàquia                                                                      | 25,44    |
| 100 m esquena           | Markus Rogan · Àustria                                                                | 54,03      | Aristeidis Grigoriadis · Grècia                                                         | 54,27    | Arkadi Viachanin · Rússia                                                                      | 54,45    |
| 200 m esquena           | Markus Rogan · Àustria                                                                | 1:55,85    | Arkadi Viachanin · Rússia                                                               | 1:57,04  | Răzvan Florea · Romania                                                                        | 1:57,53  |
| 50 m braça              | Oleg Lisogor · Ucraïna                                                                | 27,43      | Alexander Dale Oen · Noruega                                                            | 27,53    | Alessandro Terrin · Itàlia                                                                     | 27,64    |
| 100 m braça             | Alexander Dale Oen · Noruega                                                          | 59,76      | Hugues Duboscq · França                                                                 | 59,78    | Oleg Lisogor · Ucraïna                                                                         | 1:00,53  |
| 200 m braça             | Grigori Falko · Rússia                                                                | 2:09,64    | Alexander Dale Oen · Noruega                                                            | 2:09,74  | Hugues Duboscq · França                                                                        | 2:09,91  |
| 50 m papallona          | Milorad Čavić · Sèrbia                                                                | 23,11      | Serhi Breus · Ucraïna                                                                   | 23,48    | Rafael Muñoz Pérez · Espanya                                                                   | 23,60    |
| 100 m papallona         | Evgeni Korotyshkin · Rússia                                                           | 51,89      | Peter Mankoč · Eslovènia                                                                | 52,07    | Rafael Muñoz Pérez · Espanya                                                                   | 52,09    |
| 200 m papallona         | Paweł Korzeniowski · Polònia                                                          | 1:54,38    | Nikolai Skvortsov · Rússia                                                              | 1:54,65  | Christophe Lebon · França                                                                      | 1:56,57  |
| 200 m quatre estils     | László Cseh · Hongria                                                                 | 1:58,02    | Dinko Jukić · Àustria                                                                   | 1:59,65  | Vytautas Janušaitis · Lituània                                                                 | 2:00,17  |
| 400 m quatre estils     | László Cseh · Hongria                                                                 | 4:09,59    | Luca Marin · Itàlia                                                                     | 4:16,69  | Dinko Jukić · Àustria                                                                          | 4:17,24  |
| 4 × 100 m lliure        | Marcus Pihl · Stefan Nystrand · Petter Stymne · Jonas Persson · Suècia                | 3:15,41    | Massimiliano Rosolino · Alessandro Calvi · Christian Galenda · Filippo Magnini · Itàlia | 3:15,77  | Mitja Zastrow · Bas van Velthoven · Robert Lijesen · Pieter van den Hoogenband · Països Baixos | 3:15,88  |
| 4 × 200 m lliure        | Emiliano Brembilla · Massimiliano Rosolino · Nicola Cassio · Filippo Magnini · Itàlia | 7:09,94    | Nikita Lobintsev · Alexandr Sujorukov · Evgeni Lagunov · Yuri Prilukov · Rússia         | 7:11,70  | Dominik Koll · Markus Rogan · David Brandl · Dinko Jukić · Àustria                             | 7:13,99  |
| 4 × 100 m quatre estils | Arkadi Viachanin · Grigori Falko · Evgeni Korotyshkin · Andrei Grechin · Rússia       | 3:34,25    | Gordan Kožulj · Vanja Rogulj · Mario Todorović · Duje Draganja · Croàcia                | 3:36,32  | Simon Sjöden · Jonas Andersson · Lars Frölander · Stefan Nystrand · Suècia                     | 3:36,85  |

- RM – Rècord del Món

### Femení
| Event                   | Or                                                                                     | Or           | Plata                                                                                    | Plata    | Bronze                                                                                       | Bronze   |
| 50 m lliure             | Marleen Veldhuis · Països Baixos                                                       | 24,09 (RM)   | Hinkelien Schreuder · Països Baixos                                                      | 24,59    | Therese Alshammer · Suècia                                                                   | 24,71    |
| 100 m lliure            | Marleen Veldhuis · Països Baixos                                                       | 53,77        | Anna-Maria Seppälä · Finlàndia                                                           | 54,04    | Inge Dekker · Països Baixos                                                                  | 54,12    |
| 200 m lliure            | Sara Isakovič · Eslovènia                                                              | 1:57,45      | Camelia Potec · Romania                                                                  | 1:57,47  | Ágnes Mutina · Hongria                                                                       | 1:58,06  |
| 400 m lliure            | Francesca Pellegrini · Itàlia                                                          | 4:01,53 (RM) | Coralie Balmy · França                                                                   | 4:04,15  | Camelia Potec · Romania                                                                      | 4:05,62  |
| 800 m lliure            | Alessia Filippi · Itàlia                                                               | 8:23,50      | Erika Villaécija García · Espanya                                                        | 8:24,08  | Camelia Potec · Romania                                                                      | 8:25,28  |
| 1500 m lliure           | Flavia Rigamonti · Suïssa                                                              | 15:58,54     | Erika Villaécija García · Espanya                                                        | 16:02,08 | Lotte Friis · Dinamarca                                                                      | 16:11,26 |
| 50 m esquena            | Anastasia Zueva · Rússia                                                               | 28,05        | Nina Zhivanevskaya · Espanya                                                             | 28,11    | Sanja Jovanović · Croàcia                                                                    | 28,17    |
| 100 m esquena           | Anastasia Zueva · Rússia                                                               | 59,41        | Laure Manaudou · França                                                                  | 1:00,05  | Nina Zhivanevskaya · Espanya                                                                 | 1:00,29  |
| 200 m esquena           | Laure Manaudou · França                                                                | 2:07,99      | Anastasia Zueva · Rússia                                                                 | 2:09,59  | Nikolett Szepesi · Hongria                                                                   | 2:09,90  |
| 50 m braça              | Janne Schäfer · Alemanya                                                               | 31,08        | Yulia Efimova · Rússia                                                                   | 31,41    | Mirna Jukić · Àustria                                                                        | 31,59    |
| 100 m braça             | Mirna Jukić · Àustria                                                                  | 1:08,18      | Alena Alexeyeva · Rússia                                                                 | 1:08,91  | Joline Höstman · Suècia                                                                      | 1:08,94  |
| 200 m braça             | Yulia Efimova · Rússia                                                                 | 2:24,09      | Mirna Jukić · Àustria                                                                    | 2:24,58  | Alena Alexeyeva · Rússia                                                                     | 2:25,22  |
| 50 m papallona          | Chantal Groot · Països Baixos                                                          | 26,03        | Inge Dekker · Països Baixos                                                              | 26,30    | Sviatlana Jajlova · Belarús                                                                  | 26,52    |
| 100 m papallona         | Sarah Sjöström · Suècia                                                                | 58,44        | Inge Dekker · Països Baixos                                                              | 58,50    | Aurore Mongel · França                                                                       | 58,54    |
| 200 m papallona         | Aurore Mongel · França                                                                 | 2:06,59      | Emese Kovács · Hongria                                                                   | 2:06,71  | Mireia Belmonte García · Espanya                                                             | 2:09,32  |
| 200 m quatre estils     | Mireia Belmonte García · Espanya                                                       | 2:11,16      | Evelyn Verrasztó · Hongria                                                               | 2:12,93  | Camille Muffat · França                                                                      | 2:13,63  |
| 400 m quatre estils     | Alessia Filippi · Itàlia                                                               | 4:36,68      | Katinka Hosszú · Hongria                                                                 | 4:37,43  | Yana Martinova · Rússia                                                                      | 4:37,86  |
| 4 × 100 m lliure        | Inge Dekker · Ranomi Kromowidjojo · Femke Heemskerk · Marleen Veldhuis · Països Baixos | 3:33,62 (RM) | Erika Ferraioli · Federica Pellegrini · Maria Laura Simonetto · Cristina Chiuso · Itàlia | 3:41,06  | Claire Hedenskog · Josefin Lillhage · Ida Marko-Varga · Magdalena Kuras · Suècia             | 3:41,28  |
| 4 × 200 m lliure        | Laure Manaudou · Coralie Balmy · Mylene Lazare · Alena Popchanka · França              | 7:52,09      | Joanne Jackson · Melanie Marshall · Ellen Gandy · Caitlin Mc Clatchey · Regne Unit       | 7:52,36  | Alice Carpanese · Federica Pellegrini · Alessia Filippi · Renata Spagnolo · Itàlia           | 7:55,69  |
| 4 × 100 m quatre estils | Elizabeth Simmonds · Kate Haywood · Jemma Lowe · Francesca Halsall · Regne Unit        | 3:59,33      | Anastasia Zueva · Yulia Efimova · Natalia Sutiagina · Daria Beliakina · Rússia           | 4:00,47  | Hinkelien Schreuder · Jolijn van Valkengoed · Inge Dekker · Marleen Veldhuis · Països Baixos | 4:04,41  |

- RM – Rècord del Món

### Medaller
| Pos. | País          | Or | Plata | Bronze | Total |
| 1    | Hongria       | 9  | 10    | 7      | 26    |
| 2    | Alemanya      | 8  | 6     | 3      | 17    |
| 3    | Itàlia        | 6  | 8     | 4      | 18    |
| 4    | França        | 4  | 4     | 3      | 11    |
| 5    | Espanya       | 3  | 1     | 3      | 7     |
| 6    | Suècia        | 2  | 4     | 2      | 8     |
| 7    | Noruega       | 2  | 0     | 1      | 3     |
| 8    | Grècia        | 1  | 0     | 5      | 6     |
| 9    | Israel        | 1  | 0     | 4      | 5     |
| 10   | Txèquia       | 1  | 0     | 2      | 3     |
| 11   | Eslovènia     | 1  | 0     | 1      | 2     |
| 12   | Polònia       | 1  | 0     | 0      | 1     |
| 12   | Sèrbia        | 1  | 0     | 0      | 1     |
| 14   | Regne Unit    | 0  | 2     | 0      | 2     |
| 15   | Ucraïna       | 0  | 1     | 2      | 3     |
| 16   | Rússia        | 0  | 1     | 1      | 2     |
| 17   | Croàcia       | 0  | 1     | 0      | 1     |
| 17   | Estònia       | 0  | 1     | 0      | 1     |
| 17   | Irlanda       | 0  | 1     | 0      | 1     |
| 17   | Països Baixos | 0  | 1     | 0      | 1     |
| 21   | Àustria       | 0  | 0     | 1      | 1     |
| 21   | Belarús       | 0  | 0     | 1      | 1     |
| 21   | Romania       | 0  | 0     | 1      | 1     |
|      | TOTAL         | 40 | 41    | 41     | 122   |

| Precedit per: · Budapest 2006 · Hongria | Campionat d'Europa de Natació XXIX edició | Succeït per: · Budapest 2010 · Hongria |